# 裕溪口东站
裕溪口东站是一个淮南线上的铁路车站，位于安徽省芜湖市鸠江区，建于1958年，目前为二等站，邮政编码为241010。目前不办理客运营业；货运：办理整车、零担货物发到；不办理零散货物快运,可办理批量零散货物快运。车站设有通往皖江物流芜湖港裕溪口煤码头的专用线，办理煤炭等货物“铁转水”联运业务。